# Tiro, Ohio
Tiro är en ort i Crawford County i delstaten Ohio, USA.